# 桂坂野鳥遊園
桂坂野鳥遊園は、京都府京都市西京区の桂坂ニュータウン内にある野鳥をテーマにした自然公園である。児童福祉法における児童厚生施設である。

## 概要
園内には鈴虫寺方面へ向かうハイキングコースや、沓掛山を散策できるハイキングコースがある。ハイキング中に、野鳥を見つけることもできる。裏山に明智光秀が通ったとされる唐櫃越と呼ばれる道がある。

## 桂坂野鳥遊園で見ることができる鳥
- メジロ
- カワセミ
- ジョウビタキ
- アオサギ

## 交通アクセス
- 桂駅から市バスの場合、西5、西6系統に乗り桂坂中央で下車
  - または京阪京都交通の場合、20B系統に乗り桂坂中央で下車(どちらも所要時間約25分)
- JR桂川駅からヤサカバスの場合、1、6系統に乗り桂坂中央で下車(約25分)
- 京都駅から京阪京都交通の場合、21、21A、26系統に乗り桂坂中央バス停で下車(所要時間約50分)